# Pseudophanella somaliana
Pseudophanella somaliana är en insektsart som först beskrevs av Victor Lallemand 1935.  Pseudophanella somaliana ingår i släktet Pseudophanella och familjen Dictyopharidae. Inga underarter finns listade i Catalogue of Life.